# Бархэм, Ричард
Ри́чард Га́рри Ба́рхэм (фр. Richard Harris Barham; 6 декабря 1788 — 17 июня 1845) — английский поэт и романист, лондонский священник, автор — под псевдонимом То́маса И́нгольдсби — стихотворных «Легенд Ингольдсби» (1837—1842) — полу-юмористических и трогательных пересказов в архаичном стиле старинных преданий.

## Биография
Родился 6 декабря 1788 г. в Кентербери, воспитывался в лондонском училище св. Павла, в 1805 г. поступил в Брасенос-колледж Оксфордского университета, где и получил степень бакалавра искусств (Bachelor of Arts). Занявшись затем богословскими науками, стал в 1813 году священником в Ашфорде, небольшом городе Кентского графства.
Вынужденный продолжительной болезнью лежать в постели, он написал в 1819 году роман «Baldwin», имевший большой успех. Вскоре после того написал новый трёхтомный роман, «Му cousin Nicholas», который появился лишь в 1834 г. в журнале «Blackwood’s Magazine» без подписи автора.
В 1821 г. получил место каноника собора св. Павла в Лондоне.
Славу Бархэма составил цикл баллад, которые начали появляться с 1837 года в «Bentley’s Miscellany» под названием «The Ingoldsby legends» и подписывались псевдонимом Томас Ингольдсби. Эти поэтические произведения передают ряд событий, почерпнутых из истории и мифологии, в постоянно меняющейся художественной форме и представляют своеобразную смесь патетического элемента и колорита глубокой старины, пересыпанную шутками и подчас весьма рискованными остротами. Поэтому в литературе того времени баллады заняли особое место. Несколько их серий появилось первоначально в «Bentley’s Magazine» 1837—1842 г., затем в журнале Колберна «New Monthly Magazine» 1842—1845 г. Впоследствии неоднократно выходили издания с иллюстрациями Крукшанка и Лича.
Бархэм умер в Лондоне 17 июня 1845 г. Похоронен на кладбище Кенсал-Грин.

## Творчество
- Baldwin (1819)
- Му cousin Nicholas (1834)
- «Легенды Ингольдсби» /  The Ingoldsby Legends, or Mirth and Marvels (1837—1842; первое книжное изд. 1840). Много изданий с иллюстрациями (18-е изд. 1860; с примеч. в «Minerva Library» 1883)[3].

## Память
Его сын, Дальтон Бархэм, описал жизнь отца в своём сочинении «The life and letters of Richard Harris Barham» (2 тома, Лондон, 1870).